# روژکی (استان اشوی‌داشکسیه)
روژکی (به لهستانی: Rożki) یک منطقهٔ مسکونی در لهستان است که در گمینا اوبرازوو واقع شده‌است. روژکی ۳۴۰ نفر جمعیت دارد.